# Lišće prekriva Lisabon
Lišće prekriva Lisabon drugi je studijski album srpskog punk rock sastava Električni orgazam, koji je 1982. godine objavila diskografska kuća Jugoton.

## Popis pjesama

### A strana
| Br. | Skladba     | Trajanje |
| --- | ----------- | -------- |
| 1.  | »Pođimo«    |          |
| 2.  | »Alabama«   |          |
| 3.  | »Žuto«      |          |
| 4.  | »Sam«       |          |
| 5.  | »Glave«     |          |
| 6.  | »devojke«   |          |
| 7.  | »Afrika«    |          |
| 8.  | »Podstanar« |          |
| 9.  | »Leptir«    |          |

### B strana
| Br. | Skladba     | Trajanje |
| --- | ----------- | -------- |
| 1.  | »Bomba«     |          |
| 2.  | »Nezgodno«  |          |
| 3.  | »Razgovori« |          |
| 4.  | »Ona«       |          |
| 5.  | »Znam«      |          |
| 6.  | »Četvoro«   |          |
| 7.  | »Odelo«     |          |
| 8.  | »Dokolica«  |          |

## Izvođači
- Grof (Jovan Jovanović) — bas-gitara
- Goran Čavajda — bubnjevi, udaraljke
- Ljubomir Jovanović — gitara
- Srđan Gojković — gitara, vokali
- Ljubomir Đukić — klavir, vokali

## Vanjske poveznice
- Lišće Prekriva Lisabon na Discogs